# Thamala maia
Thamala maia är en fjärilsart som beskrevs av Corbet 1944. Thamala maia ingår i släktet Thamala och familjen juvelvingar. Inga underarter finns listade i Catalogue of Life.